# Михаило Т. Карађорђевић
Михаило Карађорђевић (Лондон, 15. децембар 1985) је српски кнез из династије Карађорђевића. Најмлађи син краљевића Томислава Карађорђевића и кнегиње Линде. У браку са кнегињом Љубицом има кћерке принцезе Наталију и Исидору. Са супругом је оснивач Фондације „Корени”.

## Биографија
Михаило Карађорђевић је рођен у Лондону 15. децембра 1985. као други син краљевића Томислава Карађорђевића и кнегиње Линде. Његов деда је био краљ ујединитељ Александар I Карађорђевић. Михаило је одрастао на очевом сеоском имању покрај Лондона. Гаји љубав према коњима и и коњичком спорту. Завршио је студије међународних односа на Лондонској школи економије и политичких наука и Мастер студије на Универзитету Ворик на тему међународног пословања, стратегија и операција. Спортиста је и носилац црног појаса у каратеу.
Један је од оснивача Краљевског реда витезова, као и Витез феста, витешког дечјег фестивала који се сваке године одржава у Београду. Са супругом кнегињом Љубицом оснивач је Фондације “Корени” посвећене развоју деце и младих и организатор Дечјег фестивала Опленац. Патрон је Англо-српских дана анестезије, Добровољног ватрогасног друштва Краљево и често учествује у хуманитарним акцијама. Јуна 2016. године посетио је први пут Свету Гору и манастир Хиландар, где га је примио игуман, Високо-преподобни архимандрит Методије у пратњи манастирске братије. Његов отац краљевић Томислав имао је велики допринос у обнови и очувању Хиландара.
Налази се на 6. месту у поретку наслеђивања српског и југословенског трона.

## Брак и породица
Ожењен је Љубицом Љубисављевић дипломираним фармацеутом из Београда. Венчали су се 23. октобра 2016, у цркви Светог Ђорђа на Опленцу, задужбини краља Петра I. То је прво венчање након 1922. године када су се венчали његови деда и баба, краљ Александар I и краљица Марија. Кумови су били Бранислав Пантовић и Сара Раденовић. Венчању су присуствовали престолонаследник Александар Карађорђевић и његова супруга Катарина, кнегиња Линда Карађорђевић (мајка), принц Ђорђе Карађорђевић (брат), кнегиња Јелисавета Карађорђевић, Маја Гојковић (тадашња председница Народне скупштине Републике Србије), Младен Шарчевић (тадашњи министар просвете, науке и технолошког развоја), амбасадори Азербејџана, Аргентине, Велике Британије, Бразила, Индије, Конга, Мексика, Мјанмара, Канаде, Краљевине Норвешке, Пакистана, Турске и многи други.
Своје прво дете принцезу Наталију добио је 26. децембра 2018. године. Друго дете принцезу Исидору добио је 17. маја 2022. године. Са породицом живи у Тополи.

## Титуле и признања
- 15. децембар 1985 − 4. фебруар 2003: Његово Краљевско Височанство Принц Михаило Карађорђевић од Југославије
- 4. фебруар 2003 − 23. октобар 2016: Његово Краљевско Височанство Принц Михаило Карађорђевић од Србије и Југославије
- 23. октобар 2016 − данас: Његово Краљевско Височанство Кнез Михаило Карађорђевић од Србије и Југославије

## Одликовања
- Орден Карађорђеве звезде, Велики крст (Краљевска кућа Карађорђевић)[11]
- Витез Великог Крста Ордена Куће Грујић

| Монограм кнеза Михаила и кнегиње Љубице |

## Родитељи
| име                        | слика | датум рођења     | датум смрти   |
| -------------------------- | ----- | ---------------- | ------------- |
| Краљевић Томислав          |       | 19. јануар 1928. | 12. јул 2000. |
| Кнегиња Линда Карађорђевић |       | 22. јун 1949.    |               |

### Супружник
| име            | датум рођења        |
| -------------- | ------------------- |
| Кнегиња Љубица | 21. септембар 1989. |

### Потомство
| име               | датум рођења       |
| ----------------- | ------------------ |
| Принцеза Наталија | 26. децембар 2018. |
| Принцеза Исидора  | 17. мај 2022.      |